# Memnón (történetíró)
Memnón (2. század) görög történetíró
A pontosz vidéki Hérakleiában született. Julius Caesar kora után élt, feltehetőleg Hadrianus római császár uralkodása idejében. Megírta szülővárosának történetét több mint 16 könyvben. Az utolsó nyolc könyv kivonatait Phótiosz készítette el, a műből ennyi maradt fenn. A munka e része a Kr. e. 363-tól Kr. e. 346-ig terjedő időszak eseményeit tárgyalja.